# 三国志後伝
『三国志後伝』（さんごくしこうでん）は、明代に書かれた小説。『新刻続編三国志後伝』、『続三国志』、『続三国演義』とも呼ばれる。作者については「酉陽野史」というペンネーム以外は不明。『三国志演義』における蜀漢の滅亡後、蜀漢の劉備や諸葛亮、関羽、張飛、趙雲たち臣下の子孫が四方に流浪した末に匈奴の地に集結して、劉備の孫である劉淵と改名した劉璩を立てて漢を再興して、西晋を滅亡させるが、漢もまた衰退し前趙へと変わり、後趙と争う次第を語る。

## 概要
「陳寿の歴史書の余りや雑文を西蜀の酉陽野史が取材して編集したもの」と『三国志後伝』では称している。原書は10巻145回が残る。作者は20巻を編集していると称すが、現在では発見されておらず、完成しなかったか、散逸したと思われる。明の万暦37年（1609年）に刊本されている。原本には、冒頭に魏晋南北朝の各王朝の都と地名が記載された地図と「金陵魏少峰刻像」と署名された挿絵が記載されている。
序文には、「小説とは正統な歴史ではなく、暇つぶしか世事を忘れるためのものである。そのため、『三国志演義』の後半の蜀漢が衰退する部分は読まれない。蜀漢の英傑が蜀に逼塞し、漢王朝を復興できないのを嘆かない人はおらず、その英傑たちの子孫は名も聞かれなくなる。これは千年経っても恨みを遺すものであろう。その後、劉淵親子が中国の西北に漢を名乗り、蜀漢を継いだことは、国運は長くはなかったとはいえ、読者の心を喜ばせるものだろう。この書（三国志後伝）を編纂したのは、読者の憤懣を晴らし、一時の快を得させて、関羽・趙雲の忠良を顕彰するためのものである。読者は正史と比べてはならないが、『三国志演義』を補い、世の義士仁者を快哉させることを目的としている。この物語は虚構に他ならない」と編纂した動機が書かれている。
主人公となる蜀漢の遺臣として劉淵（劉備の孫、劉理の子）、劉曜（劉諶の子）、劉霊（劉封の子）、諸葛宣于（諸葛亮の孫、諸葛瞻の子）、関防・関謹・関山（関羽の孫、関興の子）、関心（関羽の孫、関索の子）、張賓・張実・張敬（張飛の孫、張苞の子）、趙染・趙概・趙勒（趙雲の孫、趙勒は後に石勒と改名する）、黄臣・黄命（黄忠の孫）、姜発・姜飛（姜維の子）、王弥・王如（王平の子）、呼延晏・呼延攸・呼延顥（魏延の子）、楊龍（楊儀の子）、廖全（廖化の子）、李珪（李厳の孫、李豊の子）、馬寧（馬謖の子）らが登場する。そのうちの多くが史実上の人物であるが、史実上では蜀漢の人物との血縁関係がある者は存在しない。
曹魏や孫呉の人物の子孫も数多く登場するが、史実上と創作の人物、双方ともに存在し、史実上の血縁関係については語られないことが多い。
取材した歴史期間としては、蜀漢の滅亡する263年から、蘇峻の乱が平定される329年までの66年間にあたる。

## 原書の所在について
刊行以来、『三国志後伝』が他の書籍において論じられることはほとんどなく、わずかに明代の張無咎が『批評北宋三遂新平妖伝叙』において、また清代の劉廷璣が『在園雑志』において論評した程度であり、中国の小説研究家である譚正璧が『古本稀見小説匯考』（1984年）においても「現已不知帰于何処」や「此書国内已失伝、僅偶一在史志中提及」とされ、長い間中国本土において確認されていなかった。
1931年、来日した孫楷第により、東京の村口書店において原書の一冊が発見される。1957年には、北京図書館に存在していた。1984年には、上海図書館とアメリカ議会図書館で1冊ずつ確認される。また1987年には、上海図書館と台湾中央図書館で1冊ずつ確認される。
原書については、1冊は1990年現在において、上海図書館に所蔵されていることが確認され、もう1冊は、2018年現在において、台北故宮博物院文献處に所蔵されている。

## あらすじ

### 第一巻
第一回から第十三回まで。
蜀漢の滅亡時、劉理の子・劉璩は、劉諶の遺児・劉曜を連れて、斉万年・劉霊らと成都を脱出する。劉璩とは別々に、王弥は関防らとともに成都を脱出した。張賓は姜維による蜀漢再興策が失敗したと判断し汲桑・趙勒らとともに、成都を脱出。諸葛宣于らは成都に残った。
時は流れ、魏は西晋に簒奪され、西晋の皇帝・司馬炎によって周魴の子・周処が強い抵抗を示すも呉は滅ぼされ、三国は統一される。劉淵と名を変えた劉璩は、蜀漢の遺臣がいる匈奴の郝元度のもとに逃れ、再起を図る。
やがて、司馬炎が死去し、西晋は暗愚な恵帝が皇帝となる。蜀漢の再興のため、劉淵は兵を集めた。

### 第二巻
第十四回から第二十六回まで。
西晋と戦うために決起した劉淵の元に張賓らが合流する。劉淵の将・斉万年は先陣となり、秦州をおとす。また、諸葛宣于も合流した。斉万年は涇陽も落とし、諸葛宣于・張賓はともに劉淵の参謀に任じられた。
一方、張賓とはぐれた汲桑と趙勒は、上党に逃れてきていた。趙勒は現地の富豪・石覓の養子となり、石勒と名を変え、現地の豪傑たちを束ねる存在となっていた。
西晋では本格的に征討軍を出すことにして、趙王・司馬倫が十万の軍で討伐に出てきた。郝元度は戦死するが、諸葛宣于・張賓の策により司馬倫を撃破する。司馬倫に代わって征伐軍の元帥となった梁王・司馬肜も斉万年は打ち破った。続いて、西晋の討伐軍を率いた周処も戦死させる。しかし、次に西晋軍を率いた孟観との戦いで斉万年が戦死する。
劉淵率いる漢軍は、孟観を破るものの、司馬肜の長史・傅仁の提案により、西晋を滅ぼすには時期尚早とみて、和議に応じる。劉淵は左国城の割譲を受け、左国城に本拠地を移し、劉淵の子・劉聡は西晋の都・洛陽に人質となる。この後、王弥や関防も劉淵の元に合流する。
一方では、西晋王朝で政争が起き、皇后である賈南風によって楊駿が殺され、その後の政争によって汝南王・司馬亮、楚王・司馬瑋が処刑されるという「八王の乱」が起きていた。

### 第三巻
第二十七回から第四十一回まで。
その頃、関中では飢饉が起き、李特という人物が流民を連れ、蜀の地に流れてきていた。
一方、西晋では、張華が起用され、なんとか治世を保っていた。しかし、賈南風により、太子である司馬遹が謀殺されるという事件が起きる。趙王・司馬倫は腹心の孫秀と謀って、クーデターを起こし、賈南風を廃后に追い込む。張華は処刑され、賈南風も毒殺された。恵帝を廃そうと考えた司馬倫たちは、淮南王・司馬允も殺害する。孫秀に恨まれていた富豪の石崇も讒言により殺され、叔父である石覓も害された。
蜀の地では、賈南風の党派であった趙廞が蜀漢の再興を条件に姜発を招いて西晋に反乱を起こす。姜発の助けにより、趙廞は蜀の地に自立する。
司馬倫は恵帝を廃位し、摂政の地位に就き、司馬倫の子が太子となる。斉王・司馬冏が決起して、成都王・司馬穎、河間王・司馬顒、長沙王・司馬乂もこれに習って決起する。司馬穎は、養父の仇のため協力していた石勒の力もあって勝利する。司馬冏も司馬顒の配下の張方の活躍により勝利し、孫秀は殺され、司馬倫も処刑される。恵帝は復位するが、政権は司馬冏が握ることとなり、専横を行う。
劉聡は、司馬冏との争いを利用して、司馬穎を騙して左国城に帰る。また、西晋が乱れており、漢を再興することを劉淵に訴えた。劉淵はこれを受け入れ、摂漢天王を名乗り、決起する。漢軍は劉聡を元帥に、張賓を謀主、王弥・劉霊を先鋒にして、西晋を攻めて晋陽を陥落させる。
劉淵は陳元達を迎え入れる。その進言により、平陽を都として金龍城を建立し、左国城から都を遷す。

### 第四巻
第四十二回から第五十五回まで。
漢軍は、張賓、王弥、劉霊、関防たちの活躍により、曹魏に仕えた人物の子孫たちが守る鉅鹿郡・常山郡・兗州・汲郡・邯鄲・潁川郡を苦戦しながらも陥落させる。
蜀では姜発が趙廞のもとを去り、劉淵の元に向かう。趙廞が李特の弟・李庠を殺したため、李特は趙廞を襲撃し、殺害する。西晋では、羅尚が益州を治めることになり、成都に赴任する。広漢太守の辛冉が流民を関中に帰還させようとして、李特を襲撃する。李特は羅尚・辛冉ら討伐軍と戦い、勝利を重ね、独自の年号を建てた。李特はさらに勝利を重ねるが、荊州の軍を加えた羅尚たちの反撃に遭い、戦死する。
李特の弟・李流は降伏しようとするが、李特の子・李雄がそれを止める。李雄は辛冉と戦い勝利し、李流は反撃に出る。羅尚配下の徐轝が李流に降伏し、その進言により豪傑の范長生が李流の軍に加わる。李流は病死したため、李雄が後を継ぎ、成都を攻め取った。
李雄軍の参謀である閻式・李雄の一族である李国が殺害される事件が起き、羅尚が李雄への反撃を行う。李雄はこれは撃破して、羅尚は死ぬ。李雄は国号を成と定めて、即位して、蜀の地を統治する
西晋王朝は漢軍討伐を成都王・司馬穎に命じた。陸機の進言により西晋中の諸親王・諸侯を集めて、漢軍を攻撃することが決定する。漢軍は魏郡を陥落させ、決戦に臨んだ。

### 第五巻
第五十六回から第六十九回まで。
諸葛宣于は西晋の諸侯のうち、慕容廆・拓跋猗盧・蒲洪・姚弋仲に使者として趣き説得して、西晋に組みするのを断念させる。
司馬穎と陸機は、諸親王・諸侯の軍、百十七万三千人を集め、先鋒を張方と王浚配下の祁弘を任じる。漢軍は二十数万の軍を進め、西晋軍と対峙する。陣法合戦では漢の張賓が陸機に勝利するが、大軍である西晋軍が次第に有利となる。漢軍は魏城に退却したが、西晋軍に城を囲まれたため、平陽の劉淵に救援を依頼する。
平陽では姜発と石勒が漢軍に加わり、兵を二つに分けて、成人した劉曜と石勒を大将、諸葛宣于と姜発を参謀として援軍に送る。劉曜と石勒は各々、四度の戦いに全て勝利する。
司馬穎と陸機は、漢軍を集めた上で決戦することに決める。劉曜と石勒は、劉聡の軍と合流した。援軍を得た西晋軍を撃破する。西晋軍は苟晞の提案により講和を求め、漢軍は応じる。王弥・劉霊・劉曜らは軍令を破り追撃に出るが、西晋軍が火計と伏兵により待ち受け、漢軍も被害を被る。結局、ともに兵を退くことになった。
西晋王朝では司馬穎が讒言を避けて洛陽を去り鄴へ趣く。その後、斉王・司馬冏が専横を極めていく。

### 第六巻
第七十回から第八十二回まで。
河間王・司馬顒は、司馬冏と長沙王・司馬乂を互いに戦わせようと謀る。司馬冏と司馬乂は洛陽で戦闘を行い、司馬乂が勝利し、司馬冏は処刑された。江南では、西晋の劉弘・陶侃・陳敏らが張昌・石冰の乱を平定する。司馬顒は成都王・司馬穎とともに政権を奪うため、司馬乂を攻撃する。司馬乂は、司馬顒が派遣した張方と、司馬穎配下を指揮する陸機率いる大軍に勝利する。敗北した陸機は讒言を受けて司馬穎に処刑された。司馬乂は勝利を重ねるが、戦いは長期戦となった。司馬顒のいる長安を攻撃した劉沈は敗北し、司馬乂も東海王・司馬越に裏切られ、張方に処刑された。
司馬越は洛陽で反・司馬穎軍を結成し、司馬穎のいる鄴を攻撃しようとするが、司馬穎に敗北する。しかし、幽州の王浚が司馬越に味方し、司馬穎の軍を破る。恵帝は司馬穎に連れられて長安に連れられた。
西晋の内紛を見て、石勒は枋頭、渤海郡、襄国を陥落させ、攻めてきた王浚と段部鮮卑を打ち破る。また、劉曜は西河を攻め取る。
司馬越は諸王や王浚・劉琨の兵を集め、長安にいる司馬顒・司馬穎・張方討伐の兵を挙げる。張方は敗北し、司馬顒によって謀殺される。司馬越は祁弘を先鋒に長安を攻め、司馬顒は逃亡し、恵帝は洛陽に帰ることになった。司馬穎は捕らえられ、自殺を命じられる。司馬穎の武将・公師藩は決起するが、青州の苟晞によって敗北し、殺される。
司馬越は恵帝を毒殺し、皇太弟である司馬熾（懐帝）が即位する。司馬顒も、南陽王・司馬模によって殺される。琅邪王・司馬睿は王導の献策により、危険の迫る洛陽から脱出するため、江東に割拠を謀る陳敏を制することを名目に、司馬越を説得して建業に派遣された。

### 第七巻
第八十三回から第九十八回まで。
陳敏は謀反を起こすが、劉弘・陶侃の討伐を受け、内応した顧栄・甘卓に攻撃され、処刑された。遼東では鮮卑の慕容廆が他の鮮卑に勝利し、勢力を伸ばしていた。
西晋を本格的に漢軍は攻撃することとなり、王弥・劉曜は洛陽を攻撃するが、涼州から援軍に来た北宮純や司馬越・苟晞に敗北する。劉霊が王浚を攻めるが、劉霊は王浚配下の祁弘とともに戦死し、漢軍は退く。曹嶷も苟晞との戦いで汲桑を失い、退いた。曹嶷はその後、苟晞の本拠地である青州を襲撃し、割拠する。
司馬睿は江東で人材を集め勢力を伸ばしていた。反乱を起こした杜弢は王敦・陶侃・周訪によって鎮圧される。
劉曜は再度、洛陽を攻めるが、敗北し撤退する。西晋では苟晞が東海王・司馬越の罪を数え上げ、懐帝の詔を受けて、司馬越を討伐する。司馬越は憂悶の末、死ぬ。司馬越に後事を託された王衍は東海に趣く途中で、石勒の襲撃を受け、大敗して処刑された。
劉曜は三度目の洛陽攻撃を行い、ついに陥落させ、懐帝を捕らえる。劉淵は崩御し、劉聡が新たに漢の皇帝となる。
石勒は転戦して劉琨・苟晞と戦い、苟晞を捕らえて殺す。続いて、謀ろうとした王弥も宴会の席で謀殺する。劉聡は石勒の提示した王弥の書簡とその勢力の巨大さに許さざるを得なかった。
一方、長安では秦王・司馬鄴が即位する（愍帝）。劉曜は長安を攻撃し、降伏した南陽王・司馬模を殺す。しかし、愍帝の詔を受けた索綝率いる関中の軍に敗北し、長安から撤退する。

### 第八巻
第九十九回から第百十四回まで。
劉曜・姜発は劉琨の籠もる并州を奪い取るが、劉琨は鮮卑の拓跋猗盧の援軍と取り付け、并州は奪回される。劉曜は長安を攻めるが、敗北し、撤退する。
石勒は各地を転戦し、勝利を重ねていたが、江南を攻めて長雨に遭い、疫病が流行ったため、襄国に帰還した。石勒は王浚に降伏の手紙を送り、王浚はそれを信じ、自立する。石勒は降伏のため王浚のもとに趣くと偽り、幽州に入り、王浚を捕らえて殺す。石勒は劉琨と転戦を続けた。
劉曜は関中を攻め、長安周囲の諸郡を次々と陥落させ、長安を攻撃して、愍帝を降伏させて捕らえる。愍帝は平陽に送られ、劉曜はそのまま長安に留まった。
石勒は劉琨を攻め、并州を陥落させる。劉琨は段部鮮卑の段匹磾を頼る。平陽の劉聡は、愍帝を殺し、慢心して遊楽にふける。相国の陳元達は劉聡を諫めるが、退けられ、劉聡が靳準ら佞臣の言葉を信じ、忠臣を害することを知り、自殺する。姜発・関山ら功臣たちは老齢を理由に職を辞し、許される。平陽では怪異が相次ぎ、靳準が専横を行い、劉聡に対する諸葛宣于の諫言も聞かれることはなかった。
代国（拓跋部）では、拓跋猗盧が子に殺され、拓跋鬱律が代わって王となった。江東では司馬睿が皇帝に即位する（後の元帝、これから以降は東晋と呼ばれる）。杜曾が東晋に対し反乱を起こすが、周訪に鎮圧される。滎陽の李矩も漢軍を破り、東晋の勢いは振い、術士の郭璞が江東を訪れた。
漢では諫言をした忠臣が殺される。東晋では、華軼・周卲が反乱を起こす。すぐに鎮圧されるが、王敦は東晋に対して異心を抱きはじめていた。

### 第九巻
第百十五回から第百三十回まで。
漢では劉聡が太子の劉粲を派遣して、李矩を攻めるが敗北する。秦州では涼州の将・韓璞が陳安を破り、徐州では蘇峻が石勒の子・石虎を撃退していた。劉琨は段匹磾に殺され、段匹磾は段末杯に敗北する。段匹磾に味方した邵続は石虎に生け捕られた。
漢では劉聡が死に、劉粲が後を継いだ。劉粲が劉聡の后を侍らしたため、左丞相となった靳準は劉粲を廃することを謀り、曹嶷や東晋の李矩・祖逖と通じる。靳準は劉粲ら劉氏を滅ぼし、天王を名乗る。関山は靳準の暗殺に失敗し、殺される。諸葛宣于は悲憤して死去した。靳準の元から逃げた游光遠が、劉曜に事実を告げる。劉曜は靳準討伐の兵を挙げ、石勒も応じる。劉曜は『趙』と国号を変えて帝位に即く（前趙）。石勒は劉曜と将来、敵対することを決める。靳準は石勒に降伏しようとするが、拒否される。靳準は部下の反乱で死に、劉曜により族滅させられる。
祖逖は豫州で群雄たちに勝利を重ね、石虎は段匹磾と戦い、勝利する。石勒は独立して群臣を封じ、趙の天王を名乗った。（後趙）
遼東では慕容廆が勢力を伸ばしていた。劉曜は隴西を制し、諫言を聞き、反乱を鎮圧する。
祖逖は石勒の軍に勝利し、石勒は張賓の策により祖逖と講和した。涼州では、張軌の後を継いでいた張寔が殺され、弟の張茂が立った。石虎は、段匹磾を捕らえ、幽州は石勒の版図となった。
王敦は東晋に対して反乱を起こし、大軍を建康に進軍させる。隴西では陳安が劉曜に反旗を翻し、梁王を名乗る。

### 第十巻
第百十五回から第百三十回まで。
劉曜は陳安を破り、殺す。劉曜は張茂と戦い、石虎が前趙を攻めたため、張茂の恭順を受け入れて引き返す。
東晋では王導が元帝に王敦が反乱を起こした罪を謝し、王敦は石頭城を奪うと、建康を落とし、元帝を拘束して、元帝の腹心たちを殺害する。王敦は武昌に戻り、元帝は崩御して、子の司馬紹（明帝）が即位した。
成では、李雄が寧州を攻めるが敗北する。また、仇池も攻めるが敗戦となる。李雄は病死し、兄の子・李班が即位する。
東晋では、王敦によって周札ら周氏が滅ぼされ、明帝が王敦討伐を決意し、温嶠が王敦を騙してその内情を伺う。明帝は温嶠の報告を聞いて、陶侃・蘇峻らと王敦討伐の兵を挙げ、勝利する。王敦は己の死を予言した郭璞を処刑するが、その通り、死去する。明帝は王敦の兄・王含と戦い、勝利を重ねる。鎮圧後、陶侃が荊州刺史となり、善政を布く。明帝が崩御し、子の司馬衍（成帝）が即位した。
石勒は、石虎に命じて山東の曹嶷を攻めて捕らえて処刑する。また、石生に命じて滎陽の李矩を攻める。李矩は劉曜に援軍を求め、劉岳に救援を命じる。姜発がこれを諫めるが、聴かれなかったため、劉曜の元を去る。劉岳は石生を破るが、石生を助けに来た石虎に破られる。劉曜は自ら、劉岳を助けに出陣する。石虎は劉曜を破り、劉岳を捕らえ、滎陽を奪う。李矩も敗走中に死ぬ。石勒の参謀である張賓も病死した。
劉曜は後趙を攻め、石虎に勝利し、滎陽を奪い取る。続いて、涼州では張茂の子である張駿が自立したため、子の劉胤に攻めさせ、その恭順を受け入れる。
東晋では、成帝の舅である庾亮が政治を司る。その不満から、蘇峻と祖逖の弟・祖約が反乱を起こす。蘇峻は東晋の都・建康を落とし、成帝・王導は捕らえられ、庾亮は逃亡する。蘇峻は百官を虐待し、人心を失う。温嶠・陶侃・庾亮は蘇峻討伐の兵を挙げる。蘇峻は次第に追い詰められ、戦死する。祖約は後趙に逃亡し、成帝・王導は助かり、温嶠・陶侃・庾亮たちは功績にあわせて恩賞がくだされる。

## 回目
| 巻一 - 第一回 後主降英雄避亂 - 第二回 二賢合計誅鄧艾 - 第三回 晉武帝興兵伐吳 - 第四回 王渾王濬大爭功 - 第五回 郴嶺吳將敗晉兵 - 第六回 晉武帝大封宗室 - 第七回 陶璜郭欽諫撤兵 - 第八回 關防孔萇相結納 - 第九回 劉璩改名投元度 - 第十回 齊萬年鎖川打虎 - 第十一回 晉武帝托孤楊駿 - 第十二回 張賓被劫訪元達 - 第十三回 柳林川劉淵聚兵 巻二 - 第十四回 齊萬年獨斬三將 - 第十五回 諸葛宣于別徐光 - 第十六回 趙石勒上黨聚義 - 第十七回 齊萬年涇陽大戰 - 第十八回 劉淵大破司馬倫 - 第十九回 司馬肜雍州敗績 - 第二十回 王濟薦周處行兵 - 第二十一回 張華舉孟觀西征 - 第二十二回 萬年死張賓破敵 - 第二十三回 梁王遣傅仁和漢 - 第二十四回 賈后奪權害楊駿 - 第二十五回 司馬瑋殺汝南王 - 第二十六回 帝敕張華殺楚王 巻三 - 第二十七回 敘李特出身本源 - 第二十八回 晉惠帝任用張華 - 第二十九回 張茂先好賢得士 - 第三十回 賈后妒殺皇太子 - 第三十一回 張韙勸父遜相位 - 第三十二回 趙王倫謀廢賈后 - 第三十三回 孫秀設計害石崇 - 第三十四回 趙廞謀反請姜發 - 第三十五回 姜發設計斬陳總 - 第三十六回 趙王秉政簒大位 - 第三十七回 齊王會兵討孫秀 - 第三十八回 成都王大破孫會 - 第三十九回 齊王滅趙專朝政 - 第四十回 劉淵接位復漢仇 - 第四十一回 漢劉淵平陽建都 巻四 - 第四十二回 劉靈鉅鹿戰許戌 - 第四十三回 關防鉅河擒許戌 - 第四十四回 漢兵奪取常山郡 - 第四十五回 劉聰兵下兗州城 - 第四十六回 張孟孫智取汲郡 - 第四十七回 關繼雄馘斬龐鷹 - 第四十八回 劉聰議取瀛州郡 - 第四十九回 蜀李特謀殺趙廞 - 第五十回 流民聚眾拒辛冉 - 第五十一回 羅尚會兵征李特 - 第五十二回 羅尚因敗擒李特 - 第五十三回 李國設計奪漢中 - 第五十四回 李雄並川稱成國 - 第五十五回 漢奪魏郡渡漳河 巻五 - 第五十六回 宣于說退四雄兵 - 第五十七回 成都王大會軍兵 - 第五十八回 晉王侯選擇先鋒 - 第五十九回 成都王出兵征漢 - 第六十回 陸機布陣戰張賓 - 第六十一回 張賓布陣戰陸機 - 第六十二回 劉聰退兵遭晉敗 - 第六十三回 劉曜石勒雙進兵 - 第六十四回 夏庠圍劉曜被打 - 第六十五回 石勒連斬晉四將 - 第六十六回 五鹿墟晉漢鬥陣 - 第六十七回 鬥陣法漢敗晉兵 - 第六十八回 晉漢通和兩罷兵 - 第六十九回 司馬冏驕橫起禍 | 卷六 - 第七十回 長沙謀議取齊王 - 第七十一回 顧秘起兵平石冰 - 第七十二回 晉惠帝三王互戰 - 第七十三回 關鄴兩兵圍洛陽 - 第七十四回 司馬越害長沙王 - 第七十五回 王浚大破司馬穎 - 第七十六回 石勒輔漢收趙魏 - 第七十七回 石勒襄國破王浚 - 第七十八回 劉曜兵打西河郡 - 第七十九回 關家兄弟擒呂鐘 - 第八十回 東海會兵討張方 - 第八十一回 祁弘迎駕破長安 - 第八十二回 司馬越專權制帝 巻七 - 第八十三回 陳敏謀反據江東 - 第八十四回 劉弘死陶張回兵 - 第八十五回 甘顧諸賢誅陳敏 - 第八十六回 慕容廆兼並遼東 - 第八十七回 王彌劉曜寇洛陽 - 第八十八回 劉靈祁弘齊射死 - 第八十九回 苟晞拒漢殺汲桑 - 第九十回 曹嶷際遇據青州 - 第九十一回 杜弢反王陶征討 - 第九十二回 坦延詐降破劉曜 - 第九十三回 石勒南侵據江漢 - 第九十四回 漢破洛陽擄懷帝 - 第九十五回 石勒襲苟晞報仇 - 第九十六回 石勒謀並殺王彌 - 第九十七回 劉曜一打長安城 - 第九十八回 索綝會兵破劉曜 巻八 - 第九十九回 姜發關河奪並州 - 第一百回 劉曜二打長安城 - 第一百一回 孫緯甲始敗石勒 - 第一百二回 石勒偽降擒王浚 - 第一百三回 張敬廩丘破劉演 - 第一百四回 劉聰三打晉長安 - 第一百五回 劉曜掠關西諸郡 - 第一百六回 漢破長安愍帝降 - 第一百七回 石勒奉詔並晉陽 - 第一百八回 元達死關姜辭職 - 第一百九回 關姜罷靳準專權 - 第一百十回 猗盧伐子遭刺殞 - 第一百十一回 東晉江東接天位 - 第一百十二回 周訪楊口破杜曾 - 第一百十三回 郭璞避亂過江東 - 第一百十四回 王敦一計害二王 巻九 - 第一百十五回 李矩救洛敗漢兵 - 第一百十六回 韓璞上邽敗陳安 - 第一百十七回 漢劉約死後還魂 - 第一百十八回 段匹磾殺害劉琨 - 第一百十九回 劉聰死靳準謀漢 - 第一百二十回 靳準滅漢亂平陽 - 第一百二十一回 劉曜石勒滅靳準 - 第一百二十二回 劉曜石勒滅靳黨 - 第一百二十三回 祖逖收張平樊雅 - 第一百二十四回 石趙王大封群臣 - 第一百二十五回 趙劉曜悔過兼隴 - 第一百二十六回 晉祖逖威震河南 - 第一百二十七回 石勒兼並幽燕地 - 第一百二十八回 王敦霸荊襄思亂 - 第一百二十九回 王敦謀亂害譙王 - 第一百三十回 趙封仇池陳安反 巻十 - 第一百三十一回 劉趙主剿陳定隴 - 第一百三十二回 王敦叛據石頭城 - 第一百三十三回 魏義助逆破長沙 - 第一百三十四回 劉趙下涼李雄死 - 第一百三十五回 郭璞尸解成仙去 - 第一百三十六回 明帝南皇堂大捷 - 第一百三十七回 周光斬錢鳳歸正 - 第一百三十八回 石勒並齊擒曹嶷 - 第一百三十九回 劉岳滎陽退石生 - 第一百四十回 二趙爭雄奪滎陽 - 第一百四十一回 劉曜蒲坂破石虎 - 第一百四十二回 蘇峻謀反抗庾亮 - 第一百四十三回 温嶠會兵討蘇峻 - 第一百四十四回 陶侃興師討蘇峻 - 第一百四十五回 三大帥平定蘇峻 |

## 通俗続三国志・通俗続後三国志
『通俗続三国志』、『通俗続後三国志』は、『三国志後伝』の日本語翻訳（翻案）である。
内容は、『通俗続三国志』は中村昂然が『三国志後伝』の前半部分の翻訳（翻案）を行い、尾田玄古（馬場信武）が校定したもの。「序」には元禄十六年（1703年）3月と記載され、宝永元年（1704年）仲呂（4月）9日に『通俗續三國志』として帝都教來石彌兵衛（尾田玄古が経営としていたという説のある書肆（本屋））から37巻38冊が刊行されている。
翻訳部分は『三国志後伝』の第1回から第68回にあたり、『三国志後伝』における第1回から第7回までには複雑な置き換え、省略、書き加えが行われており、翻訳というよりは翻案がなされている。
『通俗続後三国志』は、中村昂然の『通俗続三国志』を引き継ぎ、尾田玄古が『三国志後伝』の後半を翻訳したもの。前編と後編に分けられて刊行された。
前編には尾田玄古の「自序」がなされ、正徳2年（1712年）皐（5月）と記載され、同年9月吉日に『通俗續後三國志　前編』として中川茂兵衛から32巻33冊が刊行されている。「後編二十五巻来巳秋出来」の広告がされていた。
後編は享保3年（1718年）孟春（1月）月吉祥日に『通俗續後三國志 後編』として中川茂兵衛から25巻25冊が刊行されている。
その後、江戸時代の文政年間まで刊行されていたことが確認される。
明治に入ってからも、明治19年1886年に『絵本通俗続三国誌』として、新たに挿絵をつけて刊行され、明治44年（1911年）に早稲田大学出版部より発刊された全12冊の『通俗二十一史』の第6巻、第7巻に収録された。また、昭和4年（1929年）には、同じく早稲田大学出版部より、『物語支那大系』の第6巻、第7巻に収録されている。なお、全て漢文のまま発行された。
中村昂然については、別号を無外子と称して『通俗玄宗軍談』を制作したこと、尾田玄古の『初學擲錢抄』に『仲村昂然』名の序が記載されていること、尾田玄古と同時代の人であること以外は不明である。
尾田玄古については、馬場信武の項目を参照。
内容は、序盤の置き換えなどの他に、劉淵を劉理の子ではなく劉禅の子とするなど、一部『三国志後伝』から改変されている。また、『通俗續三國志』の首巻には馬場信武編述として『三國志鼎足之譜系』『續三國志譜系』という『三国志後伝』にない蜀漢・魏・呉・晋・成・漢の皇帝の紹介も記載されている。
『通俗続三国志』『通俗続後三国志』は、白話的表現を訳し切れていない部分も存在するが、『三国志後伝』の世界で最古の翻訳（翻案）にあたると見られる。

## 出版
- 酉陽野史 『三國誌後傳（新刻續編三國誌後傳）』上海古籍出版社　1990年（原本の影印本）
- 酉陽野史、趙乃増（校点）『三国志后传　上、下册 』書海出版社出版日期　2000年（中国語簡体字）
- 酉陽野史、彭衛国・梁穎（校点）『续四大古典名著　续三国演义』岳麓書社 2003年（中国語簡体字）
- 酉陽野史、余芳・興邦・雲彤（校点）『绘图古典名著续书五种　续三国演义』齊魯書社 2006年（中国語簡体字）
- 酉陽野史、孔祥義（編集）『三國志後傳』上海古籍出版社　2007年（中国語簡体字）　ISBN 9787532546343

## 日本語翻訳
- 武田とし『絵本通俗続三国誌』1886年（挿絵付き）
- 中村昂然、毛利貞齋 撰 『通俗二十一史 / 早稲田大学編輯部編 第6巻 通俗續三國志 . 通俗戰國策』早稲田大學出版部 1911年 （通俗續三國志が中村昂然の翻訳部分にあたる）
- 尾田玄古 撰 『通俗二十一史 / 早稲田大学編輯部編 第7巻 通俗續後三國志前編 ; 通俗續後三國志後編』早稲田大學出版部 1911年
- 『物語支那大系　第6巻 通俗續三國志』早稲田大學出版部 1929年
- 『物語支那大系　第7巻 通俗續後三國志　前編・後編』早稲田大學出版部 1929年

## 関連論文
- 長友千代治『近世における通俗軍書の流行と馬場信武、馬場信意』1976、愛知県立大学説林 (25)所収
- 徳田武『「新刻続編三国誌後伝」と「通俗続三国志」』1987年
- 陈年希『《三国志后传》考论』1990年（中国語）
- 高玉海『《三国志后传》君臣形象论』2000年（中国語）
- 胡胜『同源而异质:试析《三国演义》的两部续书』2003年（中国語）
- 肖艳丽『明末清初《三国演义》续书研究』2011年（中国語）